# Tunde Kelani

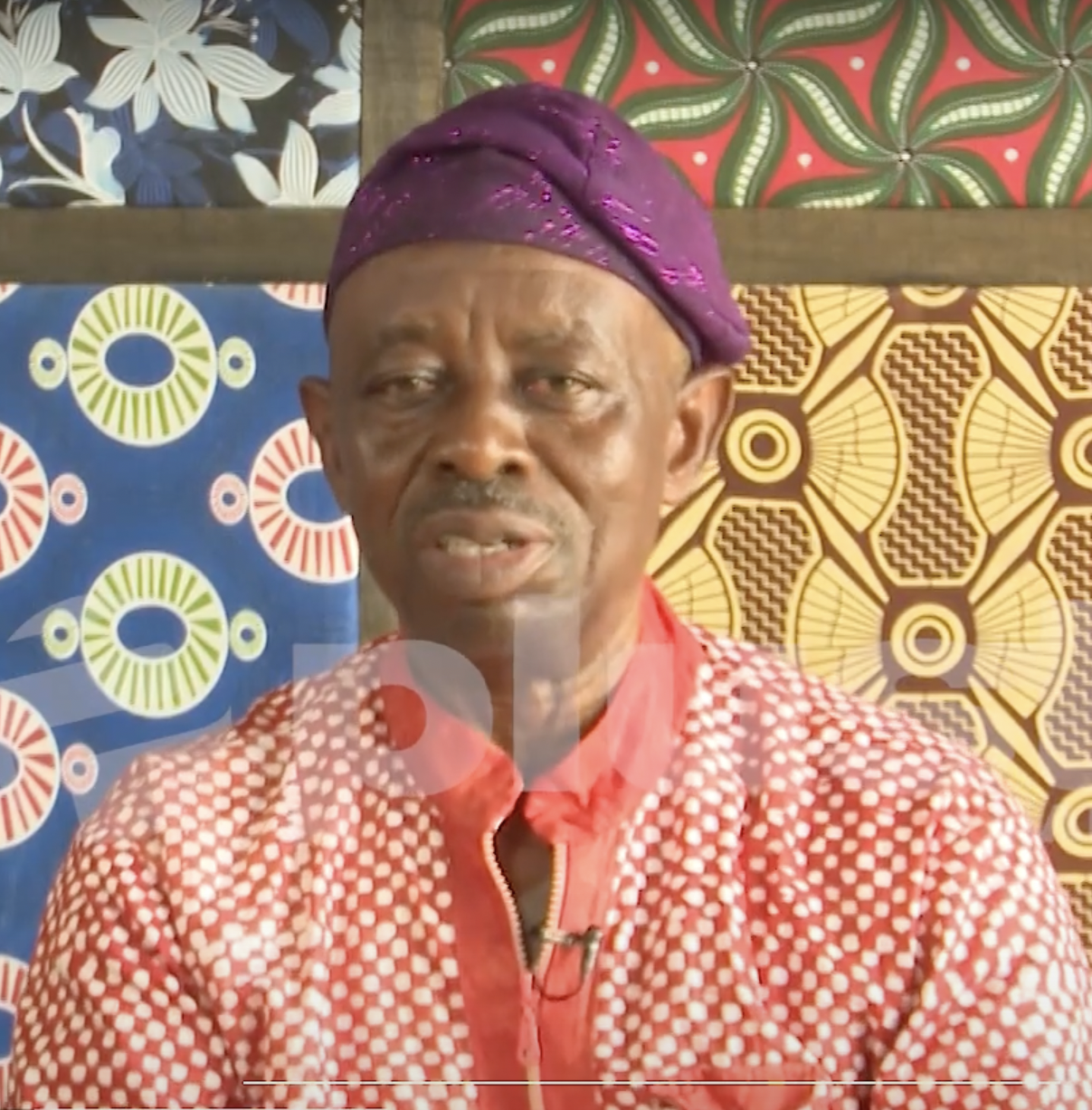
Tunde Kelani

Tunde Kelani (geb. 26. Februar 1948), oft als TK abgekürzt, ist ein nigerianischer Filmemacher. Er übte im Laufe seiner Karriere einen bedeutenden Einfluss auf Nollywood, die nigerianische Filmindustrie, aus. Sein Werk verbindet traditionelle Erzählweisen mit innovativen Methoden.

## Leben
Kelani kam schon früh mit der Yoruba-Literatur in Berührung und wurde zudem stark vom Theater beeinflusst, da die Yoruba eine sehr starke Tradition des Wandertheaters haben. Er schloss ein Studium der Filmkunst und -technik an der London International Film School ab. In den 1970er-Jahren arbeitete er als Korrespondent für die BBC und Reuters sowie für das nigerianische Fernsehen. Nachdem er viele Jahre in der nigerianischen Filmindustrie als Kameramann gearbeitet hatte, gründete er Mainframe Film & Television Productions, ein Unternehmen, das die reiche Kultur Nigerias dokumentieren sollte.

## Werk
Kelanis künstlerische und technische Ansätze im Filmemachen entwickelten sich von der traditionellen Filmproduktion zu Videoproduktionen und später zu digitalen Formaten. Er ist dafür bekannt, die Grenzen zwischen der traditionellen Filmkunst und den Möglichkeiten moderner Technologien zu verwischen. Seine Entscheidung, im Hochauflösungsformat HD zu drehen und dabei einen 35-mm-Adapter zu verwenden, schlägt dabei eine Brücke zwischen dem analogen Filmemachen, mit dem er seine Karriere begann, und den digitalen Möglichkeiten der Gegenwart.
Einige seiner erfolgreichsten Filme sind Literaturverfilmungen. Zu seinen Werken zählen Titel wie Saworoide (1999), The Campus Queen (2004), Abeni (2006) und Arugba (2008). Jedes dieser Werke beleuchtet die Yoruba-Kultur und thematisiert gesellschaftliche, politische und persönliche Themen innerhalb des nigerianischen Kontextes. Seine Filme sind nicht nur Unterhaltung, sondern auch ein Medium zur Bewahrung der kulturellen Identität und zur Förderung von Diskussionen über gesellschaftliche Veränderungen.
Der Film Saworoide (1999) gilt als Klassiker des nigerianischen Films und genießt in Kelanis Heimat Kultstatus. Er erforscht Themen wie Macht, Korruption und den Kampf um Gerechtigkeit in einer Gesellschaft, in der die Stimmen des Volkes oft zum Schweigen gebracht werden. Nachdem die Anhänger des Films über viele Jahre auf eine Fortsetzung warteten, kündigte Kelani im Jahr 2023 eine Fortsetzung an.
Arugba (2008) gilt ebenfalls als Klassiker und erzählt die Geschichte von Adetutu, einer jungen Frau, die als heilige Jungfrau Arugba ausgewählt wird, um während des Osun-Osogbo-Festivals Opfergaben zu tragen, und verwebt Themen der Liebe, gesellschaftlicher Probleme sowie den Konflikt zwischen Tradition und Moderne. Der Film, der für seine reiche Darstellung der Yoruba-Kultur und -Geschichte gelobt wird, dient auch als Allegorie, die politische Korruption kritisiert und die Kraft traditioneller Überzeugungen in der zeitgenössischen Gesellschaft feiert.

## Filme
- Fopomoyo (1991)
- Ti oluwa ni ile (dreiteilig) (1993)
- Ayo ni mo fe (zweiteilig) (1994)
- Kòseégbé (1995)
- Ò le kù (1997)
- White Handkerchief (1998)
- Saworoide (1999)
- Thunderbolt: Magun (2001)
- Agogo èèwò (2002)
- The Campus Queen (2003)
- Agbako (2006)
- The Narrow Path (2006)
- Abeni (zweiteilig) (2006)
- Life in Slow Motion (2008)
- Arugba (2010)
- Maami (2011)
- Dazzling Mirage (2014)
- Cordelia (2022)